# Apostołowo
Apostołowo (ukr. Апостолове) – miasto na Ukrainie w obwodzie dniepropietrowskim, siedziba władz rejonu apostołowskiego.

## Historia
Status osiedla typu miejskiego posiada od 1936.
Prawa miejskie uzyskało w 1956.